# 敦化市
敦化市（とんか-し）は中華人民共和国吉林省延辺朝鮮族自治州の県級市。朝鮮族が人口の約5%を占める。市名の由来は中庸に「大徳敦化」とあるのによる。古代の渤海国初期の都城が所在した。

## 地理
敦化市は延辺朝鮮族自治州の西北部にあり、牡丹江上流の地である。北東は黒竜江省、東は同州汪清県、東南は延吉市、南は安図県、西南は吉林省白山市、西北は同省吉林市と接する。面積は11957平方メートルで吉林省内の県級市で最大の面積。

## 歴史
698年大祚栄は衆を率いて東牟山に城を築き、震国王と号した。713年玄宗 (唐)はこの地に使者を送り、大祚栄を冊封して渤海郡王とし、渤海と称するようになった。渤海の都が後に上京龍泉府（現在の黒竜江省牡丹江市寧安市渤海鎮）に移ると、東牟山の地は「旧国」と呼ばれるようになる。
清代には満州皇族の発祥地とされ、200年にわたって封禁されたが、1882年（光緒7年）に敦化県が設置されている。1930年には八一吉敦暴動が発生。1945年（康徳12年）には満洲に侵攻したソ連軍による敦化事件の舞台になっている。1946年（民国35年）から発生した国共内戦では中国共産党吉林省委員会と吉林省政府が一時的に敦化県に設置された。1958年延辺朝鮮族自治州に移管され、1985年県級市となった。
- 1908年9月14日　内藤湖南が敦化県城に泊まる
- 1933年4月20日　敦化、図們間の敦図鉄道開通
- 1945年8月27日未明、連日、ソ連兵から暴行を受けていた日満パルプ敦化工場の日本人女性が集団自殺。23人が死亡、5人ほどが助かった[1]
- 1945年10月12日　中共敦化県委が創立される
- 1945年12月22日晩、敦化保安遊撃隊は敦化臨江新鮮屯で集会を開き、朝鮮義勇軍第5支隊の総指揮・全友と、政治委員の朴一禹が参加する
- 1946年2月　吉東警備ニ旅が敦化に入る
- 1946年5月28日　国民党軍が吉林に迫ったため吉林省人民政府は吉林から撤退し敦化へ移動する
- 1946年7月　吉林省委が吉林を撤退し、敦化を経て、8月17日に延吉に到着。吉東分省委と共に執務
- 1946年7月13日　中共吉遼省委は敦化で9日間にわたって省委拡大会議を開催。会議後、中共吉東分省委は土改工作隊を編成し、延辺の農村に赴き、群集を動員して、土地改革運動を展開
- 1946年8月15日　敦化県で陳翰章の紀念碑が建立される
- 1946年8月27日、敦化県で3000名が参加した清算大会が開かれる。国民党のスパイとされた2名を処刑
- 1947年2月1日　東北民主聯軍東満独立師が敦化に成立。頼傳珠が師長、唐天際が政委に就く
- 1947年3月　敦化中心県委を解散し、吉東地委を設立。石磊が書記、劉俊秀が副書記に就く
- 1947年9月10日　東北民主聯軍第10縦隊が敦化で設立される
- 1949年9月　延辺大学歴史学科は、敦化県六頂山（牛頂山）で2個の石獅子とともに高さ95.5センチの「貞恵公主墓碑」を発掘する
- 1954年5月14日、17日、敦化県623廠の第5部門と第4部門で連続して弾薬の爆発事故が発生。2回目の爆発が工場内にあった弾薬にも引火し、50時間にわたって爆発・燃焼し続け、解放後に兵器工場で起きた最も大きな事故となった。職員17人が死亡、9人が重傷、29人が軽傷を負った。工場内の大部分の建物と設備が破壊され、工場の損失は268億元、現地政府と民衆の損失は約5.5億元におよんだ
- 1958年10月　敦化が延辺州に編入される。延辺州は敦化県、蛟河県、長白県、東寧県、寧安県のいずれかの併合を望み、その中で朝鮮族人口の最も低かった敦化県が選ばれた
- 1959年8月　北朝鮮の「金日成戦蹟考察団」が敦化を訪問。翰章、寒葱嶺、大蒲柴河、官地二道溝、黒石、牡丹崗、額穆、青溝子などを回る
- 1968年8月2日　敦化県駐軍部隊内で公安局・検察院・法院合同の「毛沢東思想学習班」が開かれる。学習班は翌年の9月中旬まで1年余り持続し、多くの幹部がスパイ、反逆者などと迫害された
- 1968年10月26日、延辺州革命委員会は集会を開催し、「5・7幹部学校」における「労働改造」を祝う。「5・7幹部学校」は敦化県の賢儒公社柞木台林場に設立された。州直属機関の幹部の80％ が「5・7幹部学校」送られる
- 1969年12月下旬、延辺農学院の革命委員会は、院長崔栽権、副院長朴景漢、党委書記の車幽根ら104名の幹部・教師を含む下放名簿を公布。このうち、17名の幹部と教師は、敦化の「5・7幹部学校」で労働改造
- 1985年5月　敦化県を敦化市に昇級させる
- 1987年2月15日　敦化市の狭軌鉄道である森鉄黄団鉄道で大爆破事件が発生し33人が死亡、6人重傷、26人が軽傷を負った。犯人の邱風国（23歳）が自爆を計ったとみられる
- 2004年4月22日　旧日本軍が中国に残した遺棄化学兵器の処理施設を、吉林省に建設することに日中が合意する。処理施設は大半の化学兵器が埋められている敦化市ハルバ嶺の埋設地西4キロに建設する
- 2004年7月23日　敦化市で男児2人が旧日本軍遺棄化学兵器と見られる砲弾に触れ負傷。7月27日、中国政府が日本側に抗議
- 2004年8月1日　敦化市の翰章広場で、陳翰章銅像の除幕式が開かれ、1000人余りが参加
- 2004年8月　長春と琿春を結ぶ長琿一級高速道路の敦化―延吉間が完工
- 2005年9月19日、長春の新文化報は、長春市の建材店が「犬と日本人は入るな」と書かれた横断幕を店頭に掲げたと報じる。店のスタッフは敦化市の出身。日本でも広く報道される
- 2006年6月29日、日本の無償資金援助により敦化市で上水道の整備を行い、その完成式典が開かれる。2005年3月1日に署名し、支援額は7万6578米ドル。敦化市大石頭鎮には浄水場がなく、鉄分・マンガンなどを多く含く水を飲用、脳血栓の患者が多かった
- 2006年9月27日、敦化市で実施した旧日本軍の遺棄化学兵器の発掘・回収事業で、旧日本軍の化学砲弾とみられる418発を回収したと内閣府が発表する。回収は8月22日から9月25日まで行われた

## 行政区画
4街道、11鎮、5郷を管轄：
- 街道弁事処：渤海街道、勝利街道、民主街道、丹江街道
- 鎮：大石頭鎮、黄泥河鎮、官地鎮、沙河沿鎮、秋梨溝鎮、額穆鎮、賢儒鎮、大蒲柴河鎮、雁鳴湖鎮、江源鎮、江南鎮
- 郷：大橋郷、青溝子郷、翰章郷、黒石郷、紅石郷

## 経済
2002年の全市生産総額（GDP）は38.5億人民元で、吉林省の県、県級市のなかでは第3位にランクされる。
黄泥河鎮では朝鮮人参の人工栽培を行い、年間50トンを生産する。

## 交通

### 鉄道
- 敦化駅 - 長琿都市間鉄道の中間駅で、かつ敦白旅客専用線、在来線の長図線も乗り入れている。

### 道路
- 高速道路
  -  鶴大高速道路
  -  琿烏高速道路
  -  延長高速道路（中国語版）
- 国道
  - G201国道
  - G302国道
  - G334国道（中国語版）

## 観光
- 六頂山古墓群 - 渤海初期の王族の墳墓で、1949年に発掘され墓誌を出土した貞恵公主墓や1980年に発掘され壁画や墓誌を出土した貞孝公主墓が残り、国家級文物保護単位に指定されている。牡丹江右岸の六頂山南斜面にある。
- 敖東城 - 市の東南部、牡丹江に臨むは渤海初期の都城、東牟山であった。
- 城山子山城 - 市中心部の西南側にある。標高600m。渤海前期の遺跡。

## ギャラリー

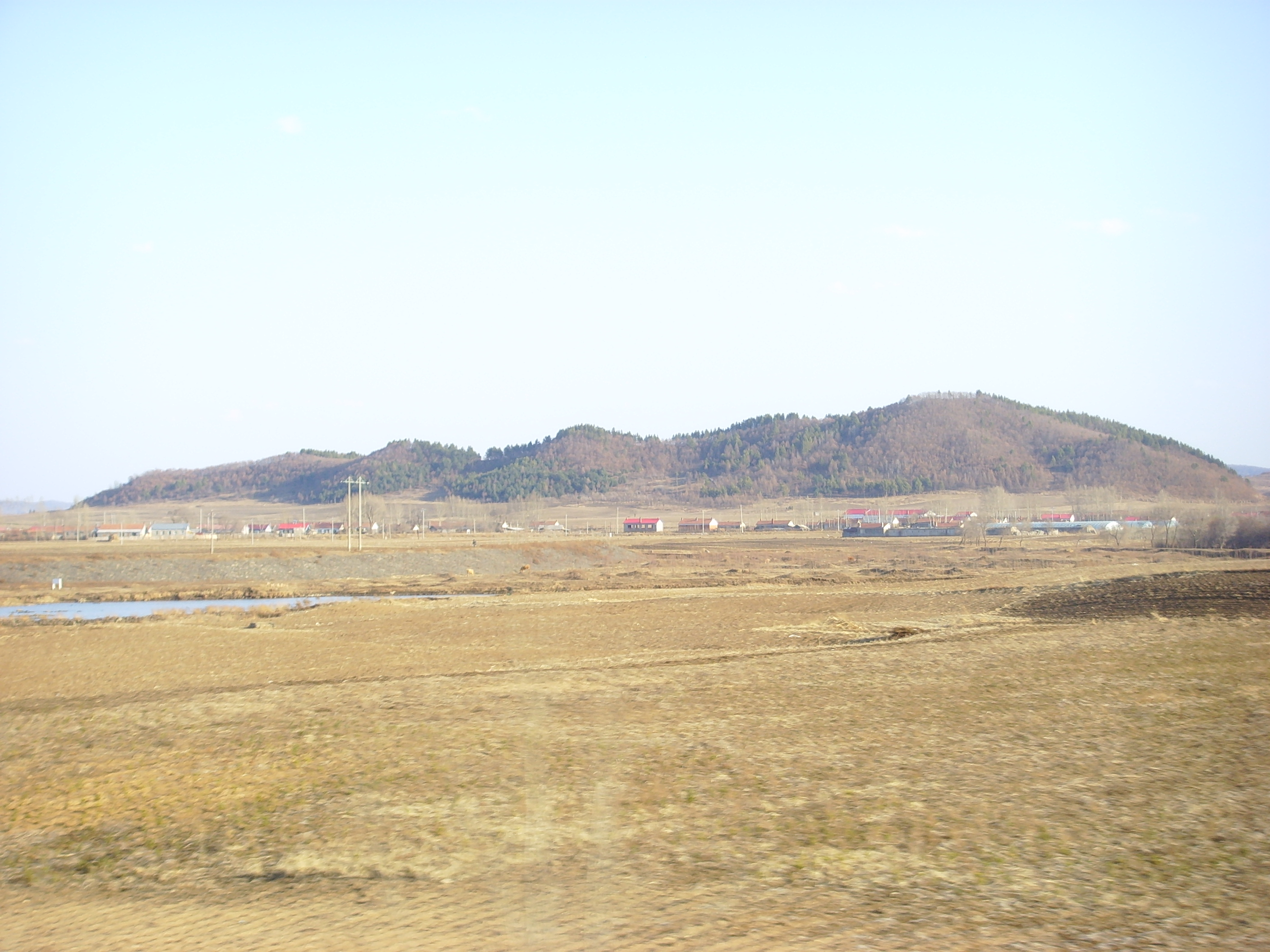
敦化六頂山古墓群
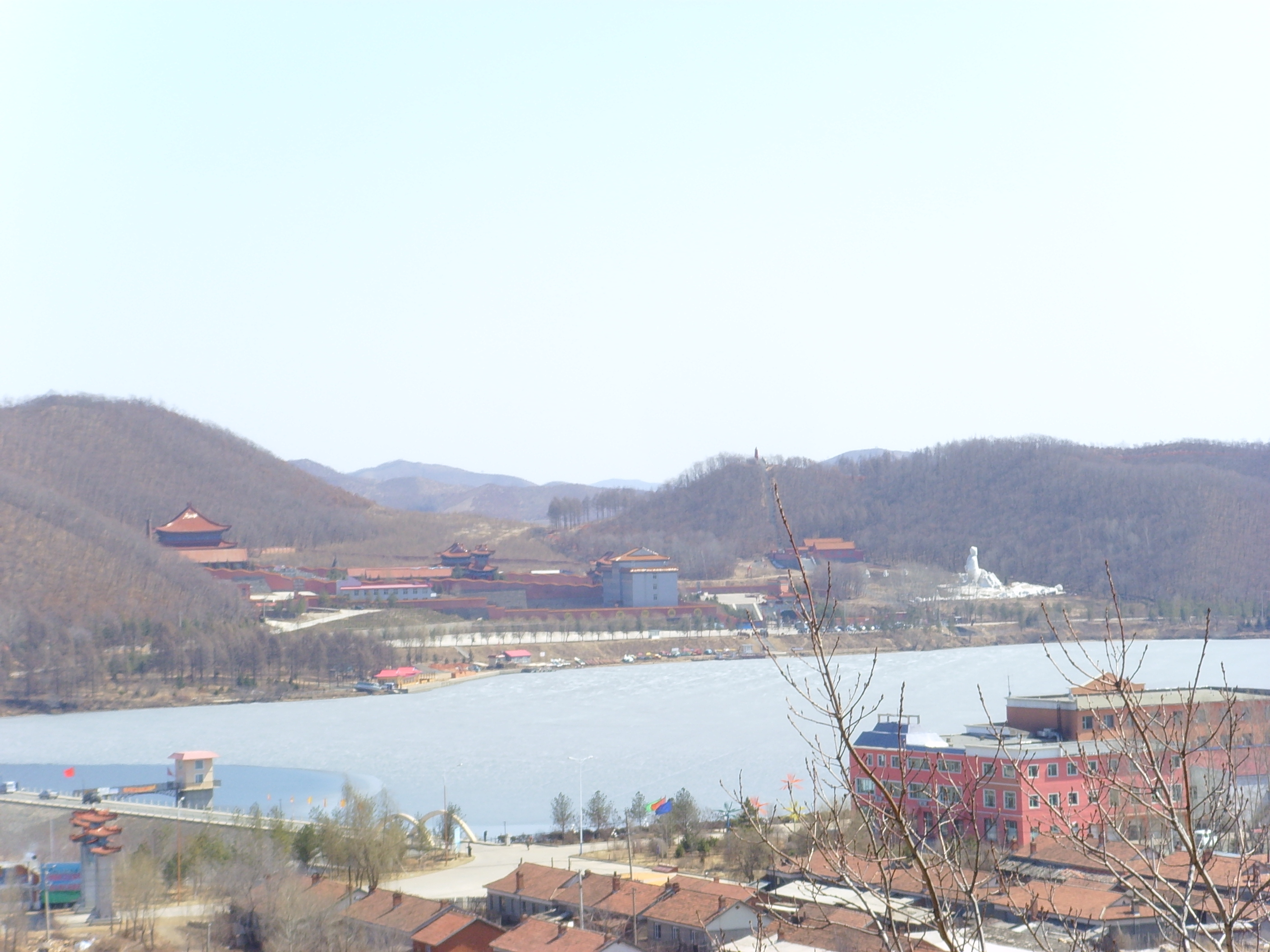
敦化正覚寺
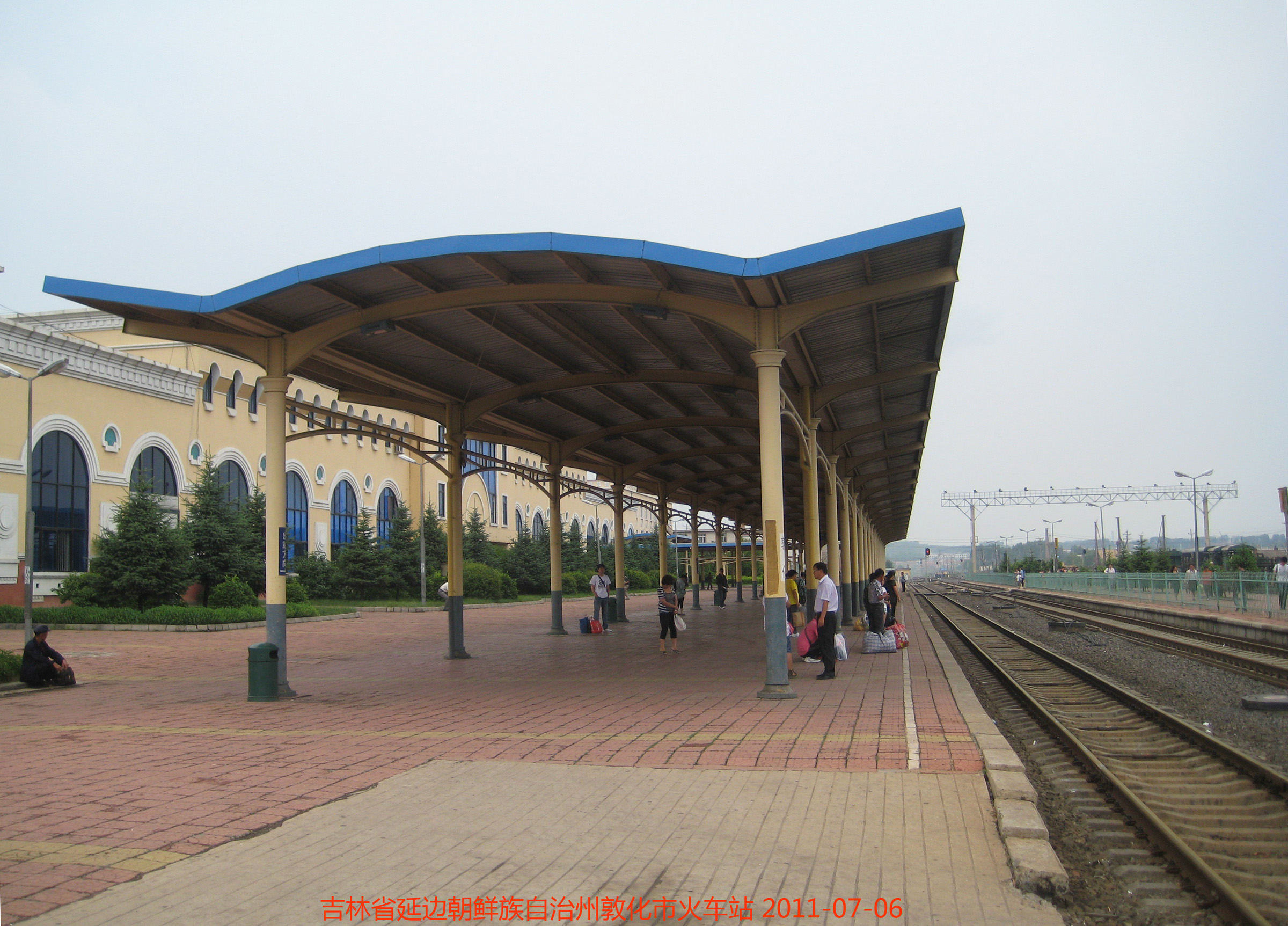
敦化駅